# Dodecaedro truncado

O Dodecaedro truncado é um sólido de Arquimedes.
O sólido é obtido por truncatura dos vértices do dodecaedro.
Tem 12 faces decagonais regulares e 20 triângulares regulares.
O dodecaedro truncado tem 60 vértices e 90 arestas.
O poliedro dual do Dodecaedro truncado é o icosaedro triakis.

## Área e volume
Área A e o volume V de um Dodecaedro truncado de lado a:
{\displaystyle A=5({\sqrt {3}}+6{\sqrt {5+2{\sqrt {5}}}})~a^{2}\approx 100,9908~a^{2}}
{\displaystyle V={5 \over 12}(99+47{\sqrt {5}})~a^{3}\approx 85,0397~a^{3}}

## Exemplos

Rotação completa de um dodecaedro truncado - Matemateca IME-USP